# Spoorlijn Thalwil - Arth-Goldau
De spoorlijn Thalwil - Arth-Goldau is een Zwitserse spoorlijn tussen Thalwil in kanton Zürich naar Arth-Goldau in kanton Schwyz.

## Geschiedenis
Het traject werd door de der Schweizerischen Nordostbahn (NOB) op 1 juli 1897 geopend.

## Treindiensten

### S-Bahn Zürich
De treindiensten van de S-Bahn Zürich worden uitgevoerd door de SBB, THURBO.

### S-Bahn Zug
De treindiensten van de S-Bahn Zug worden uitgevoerd door de SBB.

## Aansluitingen
In de volgende plaatsen is of was er een aansluiting van de volgende spoorlijnen:

### Thalwil
- Linker Zürichseelinie, spoorlijn tussen Zürich HB - Ziegelbrücke - Näfels

### Zug
- Zürich - Zug, spoorlijn tussen Zürich en Zug
- Zug - Luzern, spoorlijn tussen Zug en Luzern

### Arth-Goldau
- Gotthardspoorlijn, spoorlijn tussen Immensee en Chiasso
- Rapperswil - Arth Goldau, spoorlijn Rapperswil - Arth Goldau

## Elektrische tractie
Het traject werd geëlektrificeerd met een spanning van 15.000 volt 16 2/3 Hz wisselstroom.